# Мурданния
Мурданния (лат. Murdannia) — небольшой род травянистых растений семейства Коммелиновые (Commelinaceae).
Включает около пятидесяти однолетних и многолетних, водных или болотных видов, растущих в тропиках и субтропиках обоих полушарий. В Восточной Азии и Северной Америке заходит в умеренную зону.
В отличие от большинства других коммелиновых, завиток у представителей рода Мурданния редуцирован до пучка, состоящего из одного или нескольких цветков.

## Этимология
Род назван в честь индийского ботаника первой половины XIX века Марданна Али (англ. Murdann Ali), специалиста по флоре Гималаев, хранителя гербария в ботаническим саду города Сахаранпур (Северная Индия). Это название дал роду английский натуралист Джон Форбс Ройл (англ. John Forbes Royle), в 1830-е годы заведовавший этим ботаническом садом.

## Мурданния во флоре России
В флоре России род представлен единственным видом — Мурданнией кейзак (Murdannia keisak), распространённой в Приморье и Приамурье (на север — до Зейско-Буреинской равнины).

## Таксономия
По информации базы данных The Plant List, род включает 53 вида:
- Murdannia acutifolia (Lauterb. & K.Schum.) Faden
- Murdannia allardii (De Wild.) Brenan
- Murdannia audreyae Faden
- Murdannia blumei (Hassk.) Brenan
- Murdannia bracteata (C.B.Clarke) J.K.Morton ex D.Y.Hong
- Murdannia brownii Nandikar & Gurav
- Murdannia citrina D.Fang
- Murdannia clandestina (Ridl.) Faden
- Murdannia clarkeana Brenan
- Murdannia crocea (Griff.) Faden
- Murdannia cryptantha Faden
- Murdannia dimorpha (Dalzell) G.Brückn.
- Murdannia dimorphoides Faden
- Murdannia divergens (C.B.Clarke) G.Brückn.
- Murdannia edulis (Stokes) Faden
- Murdannia esculenta (Wall. ex C.B.Clarke) R.S.Rao & Kammathy
- Murdannia fadeniana Nampy & Joby
- Murdannia fasciata (Warb. ex K.Schum. & Lauterb.) G.Brückn.
- Murdannia gardneri (Seub.) G.Brückn.
- Murdannia gigantea (Vahl) G.Brückn.
- Murdannia glauca (Thwaites ex C.B.Clarke) G.Brückn.
- Murdannia graminea (R.Br.) G.Brückn.
- Murdannia hookeri (C.B.Clarke) G.Brückn.
- Murdannia japonica (Thunb.) Faden
- Murdannia kainantensis (Masam.) D.Y.Hong
- Murdannia keisak (Hassk.) Hand.-Mazz. — Мурданния кейзак
- Murdannia lanceolata (Wight) Kammathy
- Murdannia lanuginosa (Wall. ex C.B.Clarke) G.Brückn.
- Murdannia loriformis (Hassk.) R.S.Rao & Kammathy
- Murdannia macrocarpa D.Y.Hong
- Murdannia medica (Lour.) D.Y.Hong
- Murdannia nimmoniana (J.Graham) S.M.Almeida
- Murdannia nudiflora (L.) Brenan
- Murdannia paraguayensis (C.B.Clarke ex Chodat) G.Brückn.
- Murdannia pauciflora (G.Brückn.) G.Brückn.
- Murdannia satheeshiana Joby, Nisha & Unni
- Murdannia schomburgkiana (Kunth) G.Brückn.
- Murdannia semifoliata (C.B.Clarke ex S.Moore) G.Brückn.
- Murdannia semiteres (Dalzell) Santapau
- Murdannia simplex (Vahl) Brenan
- Murdannia spectabilis (Kurz) Faden
- Murdannia spirata (L.) G.Brückn.
- Murdannia stenothyrsa (Diels) Hand.-Mazz.
- Murdannia stictosperma Brenan
- Murdannia striatipetala Faden
- Murdannia stricta Brenan
- Murdannia tenuissima (A.Chev.) Brenan
- Murdannia triquetra (Wall. ex C.B.Clarke) G.Brückn.
- Murdannia undulata D.Y.Hong
- Murdannia vaginata (L.) G.Brückn.
- Murdannia versicolor (Dalzell) G.Brückn.
- Murdannia yunnanensis D.Y.Hong
- Murdannia zeylanica (C.B.Clarke) G.Brückn.